# فیش لیک، مینه‌سوتا
فیش لیک (به انگلیسی: Fish Lake) یک منطقهٔ مسکونی در ایالات متحده آمریکا است که در شهرستان جکسون، مینه‌سوتا واقع شده‌است. فیش لیک ۵۱ نفر جمعیت دارد و ۴۳۵٫۸۷ متر بالاتر از سطح دریا واقع شده‌است.